# Rojdéstvenski (cràter)

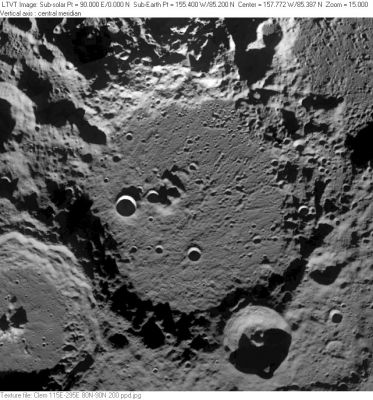
Fotografia de la missió Clementine (1994)

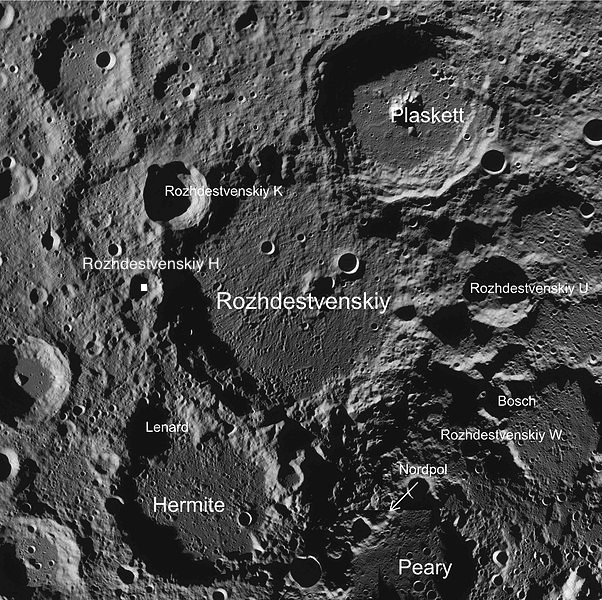
Entorn de Rozhdestvensky

Rojdéstvenski és un gran cràter d'impacte situat en la cara oculta de la Lluna, a menys d'un diàmetre de distància del pol nord del satèl·lit. Jeu intercalat entre Hermite i Plaskett, que envaeix lleugerament la vora de Rojdéstvenski en el seu sector oest-sud-oest. Just en el costat oposat del pol es troba el cràter Peary.

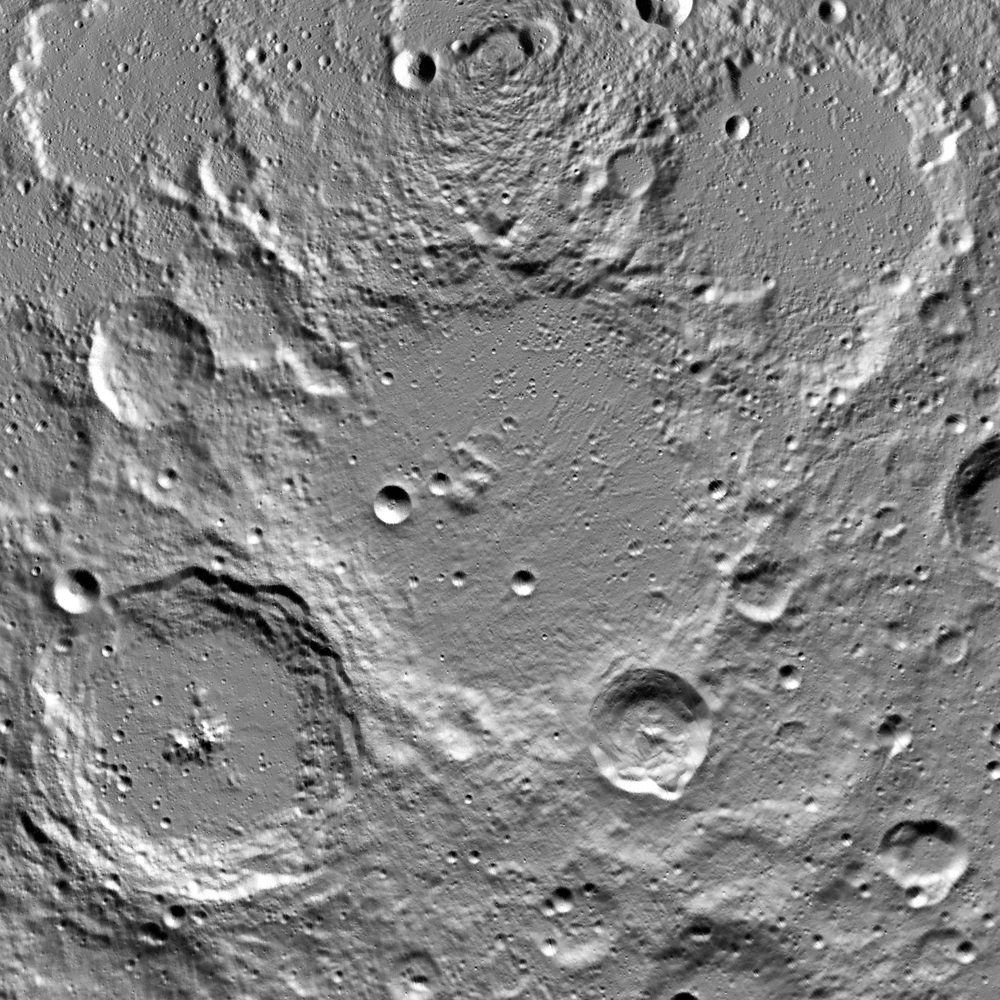
Mapa topogràfic de Rojdéstvenskiy (centre), amb Plaskett a baix a l'esquerra i Hermite a dalt a la dreta (imatge LIDAR LRO)

Aquesta formació és un gran cràter amb la configuració coneguda com a plana emmurallada. La vora exterior està fortament erosionada i desfigurada, amb una mena d'aspecte poligonal. El cràter relativament recent Rojdéstvenski K recobreix l'exterior de la vora al sud, i cap al nord-oest se situa una cadena curta de cràters que formen una vall que penetra en el brocal.

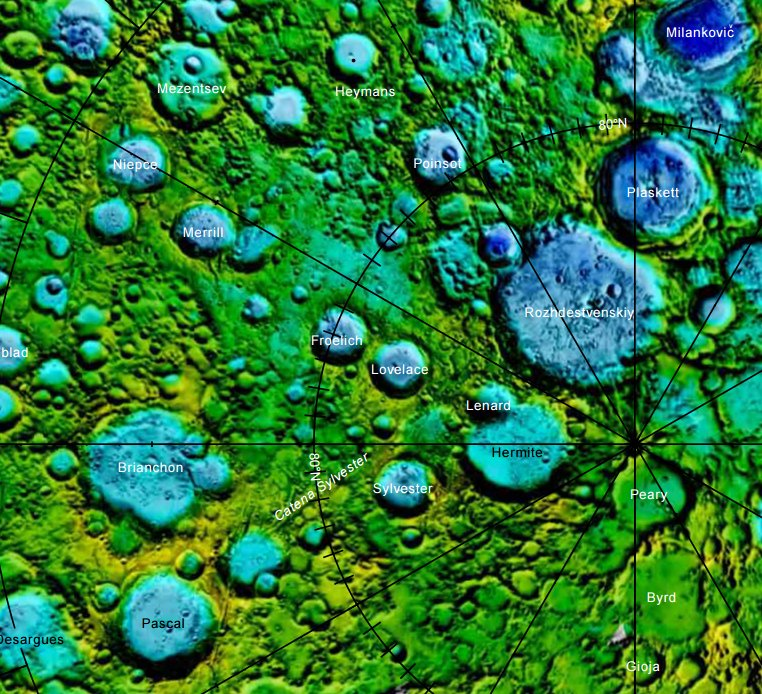
Localització de Rojdéstvenski (centre de la meitat dreta de la imatge)

El sòl interior del cràter és relativament pla, amb un pic central situat a l'oest del punt mitjà. Just a l'oest d'aquest pic apareix una parella de petits cràters sobre la plataforma interior. Posseeix un petit cràter al sud del punt mitjà, i la seva superfície està marcada per molts cràters diminuts.

## Cràters satèl·lit
Per convenció aquests elements són identificats en els mapes lunars posant la lletra en el costat del punt mitjà del cràter que està més prop de Rojdéstvenski.
|               | \| Rojdéstvenski \| Coordenades \| Diàmetre \| \| ------------- \| -------------------------------------- \| -------- \| \| H \| 83° 36′ N, 131° 00′ O / 83.6°N,131.0°O \| 21 km \| \| K \| 82° 42′ N, 144° 36′ O / 82.7°N,144.6°O \| 42 km \| \| U \| 85° 18′ N, 151° 54′ E / 85.3°N,151.9°E \| 44 km \| \| W \| 84° 48′ N, 137° 12′ E / 84.8°N,137.2°E \| 75 km \| |          |
| Rojdéstvenski | Coordenades | Diàmetre |
| H             | 83° 36′ N, 131° 00′ O / 83.6°N,131.0°O | 21 km    |
| K             | 82° 42′ N, 144° 36′ O / 82.7°N,144.6°O | 42 km    |
| U             | 85° 18′ N, 151° 54′ E / 85.3°N,151.9°E | 44 km    |
| W             | 84° 48′ N, 137° 12′ E / 84.8°N,137.2°E | 75 km    |